# Max Grahn
Max Paul Albert Grahn, även känd som Fatmax Gsus, född 8 februari 1988 i Karlskrona, är en svensk musiker, låtskrivare och musikproducent.

## Bakgrund och utbildning
Max Grahn växte upp i Karlskrona i en musikalisk familj  Han är son till musikern och körledaren Håkan Grahn och Monika Lindeborg-Grahn och har en äldre bror, Adam Grahn, som är sångare i bandet Royal Republic.

Max Grahn har studerat vid Musikhögskolan i Malmö. 

## Karriär
Tillsammans med Savan Kotecha och Rickard Göransson skrev han låten Husavik till filmen Eurovision Song Contest: The Story of Fire Saga.  Låten framfördes av Molly Sandén och Will Ferrell. Den Oscarnominerades i kategorin Bästa sång 2021.
Vid American Music Awards 2022 vann Ghost's album Impera i kategorin "Favorite Rock Album", där Grahn varit med och skrivit låtarna Call Me Little Sunshine och Hunter's Moon tillsammans med Tobias Forge.  Hunter's Moon spelas till eftertexterna av filmen Halloween Kills. 
Grahn spelade gitarr på Anne-Maries låt Beautiful och Pink och hennes dotters låt Cover Me in Sunshine samt på The Weeknd  och Ariana Grandes Save Your Tears. Han är en av låtskrivarna till Kim Petras låt Brrr. Han har även varit med och producerat Conan Grays nya album Found Heaven. Max Grahn har även samarbetat med Frej Larsson och spelat trummor i bandet Carolina Liar 2006-2009.

## Låtar (ej komplett)
- 2020 Molly Sandén "Husavik" (tillsammans med Savan Kotecha och Rickard Göransson).
- 2022 Ghost Call Me Little Sunshine (tillsammans med Tobias Forge)
- 2022 Ghost Hunter's Moon (tillsammans med Tobias Forge)
- 2025 Ghost Lachryma (tillsammans med Tobias Forge)